# Пражская дефенестрация (1419)
Первая пражская дефенестрация (чеш. První pražská defenestrace) — эпизод внутриполитической борьбы в Чехии, убийство членов городского совета толпой радикальных гуситов 30 июля 1419 года.
Одним из положений религиозной доктрины гуситов было проведение обряда святого Причастия под двумя видами — хлебом и вином, и король Чехии Вацлав IV разрешил его проведение в трёх пражских церквях. Одной из них стал костёл Девы Марии Снежной, в котором начали собираться гуситы со всей Чехии. Несколько из них участвовали в беспорядках на улицах Праги и были посажены в тюрьму по решению городского совета Нового Города. К ратуше Нового Города на Карлову площадь после утренней мессы 30 июля направились прихожане во главе с гуситским священником Яном Желивским, с требованием освободить арестованных. Когда процессия приблизилась к зданию, в Святые дары, которые несли её участники, попал брошенный из окна ратуши камень. Разъярённая этим событием толпа ворвалась в ратушу. Судья, бургомистр, тринадцать других членов городского совета были выброшены в окно. Жертвы разбивались о мостовую, толпа добивала их. В общей сложности погибли 10 человек, причём их тела были обезображены.
На место событий прибыл королевский подкоморий во главе отряда в 300 всадников, но он ничего не стал предпринимать — либо из страха перед толпой, либо из-за своих тайных симпатий к гуситам. Новый городской совет сформировал Желивский, выбор которого Вацлав IV затем одобрил.
Дефенестрация стала поворотной точкой в религиозном противостоянии: после неё конфликт принял форму открытых войн, названных гуситскими и продолжавшихся, по разным оценкам, до 1434 или 1437 года. Король Вацлав IV спустя всего несколько дней после дефенестрации перенёс апоплексический удар, от которого так и не оправился. Его наследника Сигизмунда гуситы отказались считать своим королём.